# Honda S800

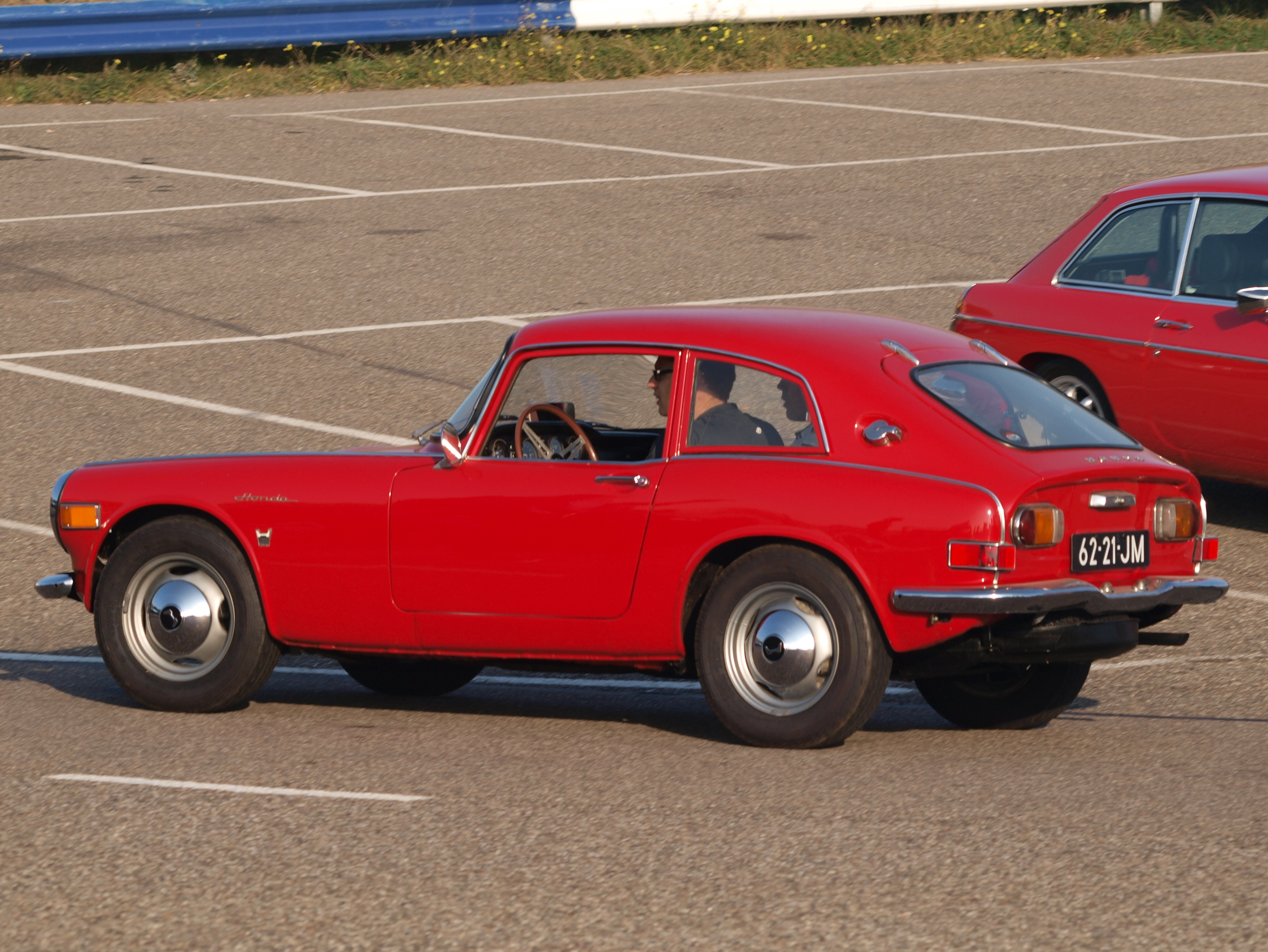
Honda S800 Coupé

Honda S500/S600/S800 är en sportbil som tillverkades av den japanska biltillverkaren Honda mellan 1963 och 1970.

## Honda S500
Motorcykeltillverkaren Hondas första bil var från början avsedd att använda en motor på 360 cm³ för att passa in enligt keijidōsha-reglementet för småbilar. När bilen gick i produktion hösten 1963 hade dock motorn växt till en halv liters cylindervolym. Det var en avancerad och högvarvig radfyra med dubbla överliggande kamaxlar och fyra förgasare, inspirerad av Hondas motorcykelmotorer. Bilen hade en tvåsitsig öppen kaross med en separat ram. Chassit hade individuell hjulupphängning runt om med kedjedrift till bakhjulen. Eftersom bilen inte exporterades var alla S500 högerstyrda.

## Honda S600
Efter ett år efterträddes S500-modellen av S600 med större motor. Denna erbjöds även med täckt kaross och med vänsterstyrning.

## Honda S800
1966 kom den sista utvecklingen med ytterligare större motor. Tidiga bilar hade samma chassi som företrädarna men modellen uppdaterades snart med kardandrift, stel bakaxel och skivbromsar fram.
Tillverkningen avslutades i början av 1970 och sedan dröjde det nästan trettio år innan Honda presenterade en efterträdare, S2000.

## Motor
| Modell | Motor               | Cylindervolym | Effekt | Bränslesystem  |
| ------ | ------------------- | ------------- | ------ | -------------- |
| S500   | 4-cyl radmotor DOHC | 531 cm³       | 44 hk  | Fyra förgasare |
| S600   | 4-cyl radmotor DOHC | 606 cm³       | 57 hk  | Fyra förgasare |
| S800   | 4-cyl radmotor DOHC | 791 cm³       | 70 hk  | Fyra förgasare |